# Ischiotrichus intermedius
Ischiotrichus intermedius är en mångfotingart som beskrevs av Kraus 1958. Ischiotrichus intermedius ingår i släktet Ischiotrichus och familjen Spirostreptidae. Inga underarter finns listade i Catalogue of Life.